# B.D. Wong
Bradley Darryl Wong (kineski: 黃榮亮, San Francisco, Kalifornija, 24. listopada 1960.) je kinesko-američki glumac. 
Imao je uloge u serijama i filmovima kao što su: All American Girl, Oz, Jurski park i Zakon i red: Odjel za žrtve. Imao je nastupe i u Dosjeima X i Ulici Sezam. Prvi Broadwayski nastup imao je M. Butterfly. Wong je poznat i po tome što je jedini glumac koji je za istu ulogu dobio Tony Nagradu, Drama Desk Nagradu, Outer Critics Circle Nagradu, Clarence Derwent Nagradu i Theatre World Nagradu. On otvoreno priznaje svoju homoseksualnost i dobio je Davidson/Valentini Nagradu. 
Wong je također tumačio načelnika za specijalne operacije Američke vojske u seriji Executive Decision. Wong je 2005. producirao film Social Grace, u kojem glumi Margaret Cho.

## Osobni život
Rođen u San Franciscu, Kalifornija kao Bradley Darryl Wong išao je u Lincoln High School prije diplomiranja na San Francisco State Universityu. Trenutačno je u CAPE-u.
Wong je 1999. s njegovim tadašnjim partnerom, Richieom Jacksonom unajmio majku koja je rodila njihovo dijete. Jacksonova sestra darovala je jajnu stanicu. Ona je 28. svibnja 2000. rodila muške blizance, jedan Boaz Dov Wong, umro je pri porođaju, a drugi Jackson Foo Wong, kojeg je par posvojio. Wong je napisao knjigu o tom iskustvu: Following Foo: the Electronic Adventures of the Chestnut Man.

## Broadwayske produkcije
- Djeca umjetnosti (2005.) Nastupač
- Pacifičke uvertire (2004.)Recitator
- Dobar si čovjek, Charle Brown (1999.) Linus
- Face Value (1993.) Randall Lee
- M. Butterfly (1988.) Song Liling

## Nagrade
- Tony (1988) M. Butterfly
- Drama Desk Nagrada (1988.) M. Butterfly
- Theatre World Anagrada (1988.) M. Butterfly

## Filmografija
- Kingdom Hearts II (2006.) (Glas) .... Satnik Li Shang
- Stay (2005)  .... Dr. Ren
- Social Grace (2005.) .... Stephen
- Mulan II (2004.) (Glas) .... Satnik Li Shang
- Century City (2004.) TV Serija  .... Matthew Chin
- Svemoguća Kim (2002.) (Voice) TV Serija.... Agent Will Du
- The Salton Sea (2002.) .... Bubba
- Zakon i red: Odjel za žrtve (1999.) TV Serija .... Dr. George Huang
- Dobordošli u New York (2000.) TV Serija  .... Dennis
- Chicago Hope (1999.) TV Serija .... Dr. Kai Chang
- Mulan (1998.) (Glas) .... Satnik Li Shang
- The Substitute 2: School's Out (1998.) .... Warren Drummond
- Slappy i Stinkersi (1998.)     .... Morgan Brinway
- Sedam godina u Tibetu (1997.) .... Ngawang Jigme
- Oz (1997.) TV Serija .... Otac Ray Mukada
- Joeov stan (1996.) .... Žohar
- Dosjei X (1996.) TV Serija  .... Det. Glen Chao
- Executive Decision (1996.) .... Narednik Louie
- Father of the Bride Part II (1995.) ... Howard Weinstein
- Bless This House (1995.) TV Serija  .... Johnny Chen
- Dazzle (1995.) (TV)   .... Teng
- Kalamazoo (1995.)  .... Justin
- Happily Ever After: Fairy Tales for Every Child (1995.) (Glas) TV Series .... Vuk
- Magical Make-Over (1994.) (TV) .... Johnny Angel
- All-American Girl (1994.) TV Serija .... Stuart
- Ljudi rata (1994.) .... Po
- The Ref (1994)  .... Dr. Wong
- And the Sastav Played On (1993.) (TV) .... Kico Govantes
- Jurski park (1993.) .... Henry Wu
- The Lounge People (1992.)  .... Billy
- Father of the Bride (1991.) .... Howard Weinstein
- Mistery Date (1991.)   .... James Lew
- The Freshman (1990.) .... Edward
- Laku noć, draga ženo: Ubojstvo u Bostsonu (1990.) (TV) .... Kim Tan
- Family Business (1989.) .... Jimmy Chiu
- Crash Course (1988.) (TV) .... Kichi
- Double Switch (1987.) (TV) .... Konobar
- Karate Kid II. (1987.) .... Dječak na ulici
- Simon i Simon (1986.) TV Serija ....  Radnik u fotoaparatnici
- No Big Deal (1983.) (TV) .... Učionica gđice Karnisian

## Vanjske poveznice
- B.D. Wong u internetskoj bazi filmova IMDb-u (engl.)